# Gilles Gaetner
 (juin 2024).
Si vous disposez d'ouvrages ou d'articles de référence ou si vous connaissez des sites web de qualité traitant du thème abordé ici, merci de compléter l'article en donnant les références utiles à sa vérifiabilité et en les liant à la section « Notes et références ».
Gilles Gaetner, né le 11 janvier 1946 à Paris, est un journaliste d'investigation français. Il a travaillé à L'Express d'octobre 1986 à mai 2009 comme rédacteur en chef adjoint chargé de l'investigation. Il devient, le 15 juin 2009, conseiller de la rédaction en chef de l'hebdomadaire Valeurs actuelles, puis est recruté par le site d'informations Atlantico.

## Biographie
Après des études à la faculté de droit de Paris où il obtient une licence en droit et de deux diplômes d'études supérieures (l'un en droit public, l'autre en sciences politiques), Gilles Gaetner entre en septembre 1973 à la Société générale de presse qu'il quitte en mars 1976 pour rejoindre l'hebdomadaire Valeurs actuelles.
En 1979, il quitte ce dernier pour La Vie française, avant d'intégrer le quotidien économique Les Échos comme chef d'enquêtes (de 1980 à décembre 1982).
Le 1er janvier 1983, il entre à l'hebdomadaire Le Point, d'abord au service économique puis au service politique dirigé par Denis Jeambar, futur directeur de L'Express. En octobre 1986, il rejoint donc L'Express dont il sera rédacteur en chef adjoint jusqu'en mai 2009, date à laquelle il choisit de partir pour devenir conseiller de la rédaction de Valeurs actuelles.
Il est l'auteur de plus d'une dizaine d'ouvrages.
Il a également, en collaboration avec Frédéric Compain, scénarisé le téléfilm Le temps des juges, diffusé sur France 3 en 2003.
Il travaille désormais pour le site d'informations Atlantico, où il est chargé de l'investigation.

## Publications
- L'argent facile, dictionnaire de la corruption en France, Stock, 1991
- Un juge face au pouvoir - De la gauche à la droite, les secrets de Renaud Van Ruymbeke, en collaboration avec Roland-Pierre Paringaux, Grasset, 1994
- Les épinglés de la République, JC Lattès, 1995
- Le Roman d'un séducteur - Les secrets de Roland Dumas, JC Lattès, 1998.
- Monsieur Halphen, vous n'avez pas tout dit, JC Lattès, 2002
- L'homme qui en sait trop- Les milliards envolés d'Alfred Sirven, en collaboration avec Jean-Marie Pontaut, Grasset, 2002
- Le piège - Les réseaux financiers de Pierre Falcone, Plon, 2002
- Règlements de comptes pour l'Élysée. La manipulation Clearstream dévoilée, en collaboration avec Jean-Marie Pontaut, Oh ! Éditions, 2006
- L'art de retourner sa veste - La trahison en politique, Éditions du Rocher, 2007
- Rachida Dati, et si on parlait de vous ?, Jean-Claude Gawsewitch, 2009
- La Corruption en France, François Bourin Éditeur, 480 p., 2012
- Les journalistes ne devraient pas dire ça. Quand la presse va trop loin... ou pas assez, Editions du Toucan, 2017,  (ISBN 9782810007523)
- Les arrogants, éditions Artilleur, 2019
- Pour qui roule Mediapart ? La face cachée d'Edwy Plenel, Fayard, 2025[2]

## Scénario
- Le Temps des juges, téléfilm, en collaboration avec Frédéric Compain, diffusé en 2003 sur France 3